# Советское сельское поселение (Кировская область)
Советский сельский округ — административно-территориальная единица и муниципальное образование в Фалёнском районе Кировской области России.
Административный центр — село Святица (Кировская область).

## География
Площадь — 74,92 км². Округ граничит на востоке с Удмуртией, на западе с поселком Октябрьский, на севере с деревней Малахи на юге с деревней Петруненки
Основные реки — Святица. Имеется два пруда.

## Населённые пункты
В сельском поселении 22 населённых пункта
| Святица    |
| Барминцы   |
| Бородинцы  |
| Воробьи    |
| Горемышено |
| Зарубёнки  |
| Шукли      |
| Шлепичёнки |

| Зверёнки  |
| Карманы   |
| Крестово  |
| Комары    |
| Лекомцы   |
| Мусовляне |
| Шишканы   |

| Рассказёнки     |
| Савинцы         |
| Сочни           |
| Табани          |
| Большие табани  |
| Малые торопёнки |
| Шаминцы         |

## Экономика
Основным и главным источником дохода является действующий на территории колхоз им. Свердлова. Общий доход хозяйства — более 18 млн.руб[когда?].